# チロゼリーヌ

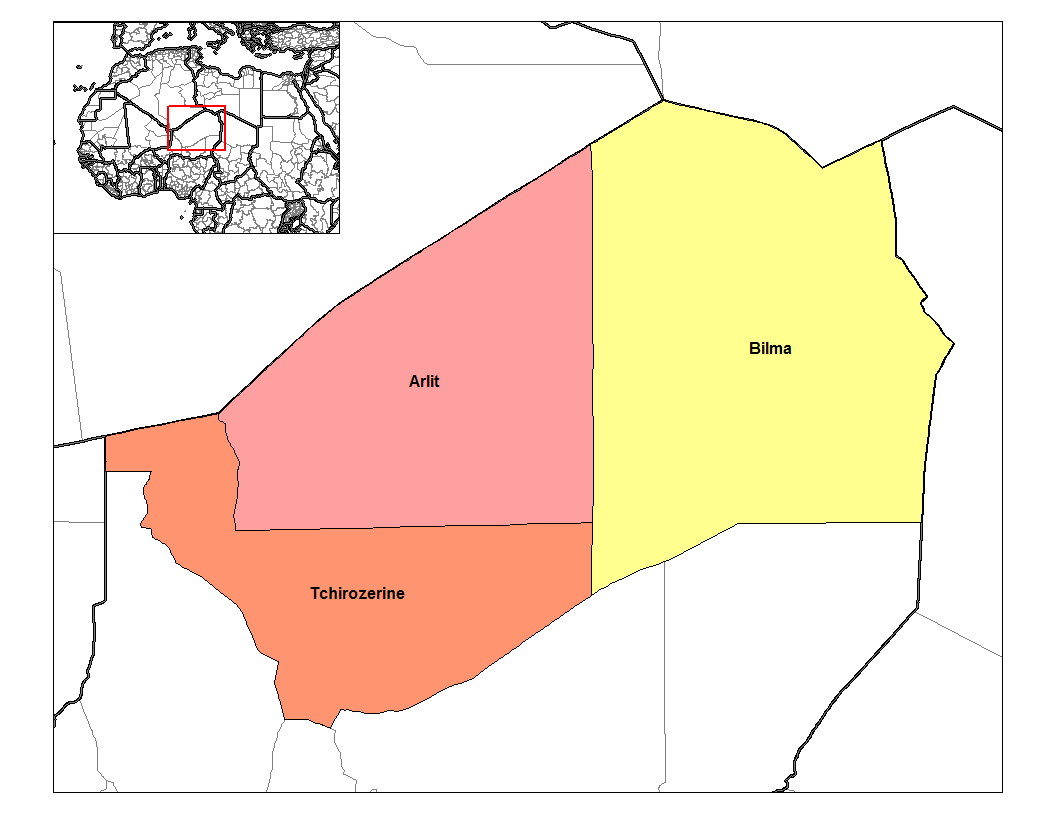
南西の橙色の領域がチロゼリーヌ県。

チロゼリーヌ（フランス語: Tchirozérine）は、ニジェール・アガデス州西南部チロゼリーヌ県の県都。人口10,032人。（2001年）
ニジェール北部の都市、チロゼリーヌは、アガデスの北45kmに位置する。トゥアレグ族、ハウサ族、プル族が主に居住している。アガデス州内の全域に電気を供給しているSONICHARの発電所が州内に唯一存在する都市でもある。チロゼリーヌはTchighozerineとも綴られる。標高499m。